# Camisa 10 (canção)
"Camisa 10" é uma música gravada pelo cantor brasileiro Luiz Américo em 1973. Foi composta por Hélio Matheus e Luís Vagner e está presente no álbum homônimo lançado em 1974.
A música teve uma grande repercussão na época por criticar a Seleção Brasileira de Futebol pós-1970, que depois de se tornar tricampeã no México, atravessava um período de altos e baixos para disputar a Copa da Alemanha de 1974. Por conta disso, tornou-se o maior sucesso do intérprete:
| “ | "Quem compôs a música foi o Luís Vagner e o Hélio Matheus, que fizeram especialmente para eu cantar. Eles sabiam que eu gostava de futebol e escreveram a letra em 73. Aí eu lancei no ano seguinte. Foi um sucesso. (...) Tive outros sucessos, mas essa é a única que não posso deixar de tocar nos shows." | ” |

Segundo o site "Mofolandia", foi a 34a música mais tocada no Brasil no ano de 1973.

## Análise da Letra
| “ | "Durante um jogo do Brasil com a Itália (em 1973), 2 x 0 para a Itália, nesse momento a gente começou a idéia dessa música. Nós traduzimos essa esperança de dar um toque no treinador: ‘ê, ê, ê treineiro, como é que é, se liga’" | ” |

Em 1973, o então técnico da Seleção Brasileira, Zagallo, convocou jogadores para uma excursão à Europa, numa preparação para o Mundial do ano seguinte, disputado na Alemanha.
Após uma derrota para a Itália, os compositores, com boas pitadas de humor, escreveram a letra desta canção fazendo trocadilhos com os nomes dos atletas que estavam dentro e fora da lista. Mas o argumento principal do samba era o fato de o técnico não ter encontrado, até então, um substituto para Pelé, que se despediu da seleção canarinho em 1971 ("Dez é a camisa dele, quem é que vai no lugar dele").
Na letra, é possível observar referências desde ao goleiro Emerson Leão ("Comiam um frango assado lá na jaula do leão"), ao zagueiro Luís Pereira ("E se não fosse a força desse pau pereira"), ao artilheiro Palhinha, então no Cruzeiro-MG ("Puseram uma palhinha na sua fogueira"), a não-convocação do atacante Jairzinho, conhecido por "Furacão" ("Botaram muito fogo e sopraram o furacão Que nem saiu do chão"), e até ao craque do time, Roberto Rivellino ("O garoto do parque está muito nervoso" - Garoto do parque, porque ele jogava no parque São Jorge = Corinthians). O samba ironizava também a escolha do atacante Flecha, que não tinha quem o municiasse no ataque ("levaram uma flecha esqueceram o arco").

## Regravações
- 1998 - Antes da Copa de 98, a revista Placar e o selo Epic/Sony Music lançaram o cd “Agita Brasil”. Neste cd, a música Camisa 10 ganhou uma versão samba rap na voz de Marcelo D2.[11]